# ميرلين جي. بيترسون
ميرلين جي. بيترسون هو سياسي أمريكي، ولد في 30 ديسمبر 1901، وتوفي في 21 فبراير 1977. نشط حزبياً في الحزب الجمهوري. وقد انتخب عضو جمعية ولاية ويسكونسن ‏.